# Sweet

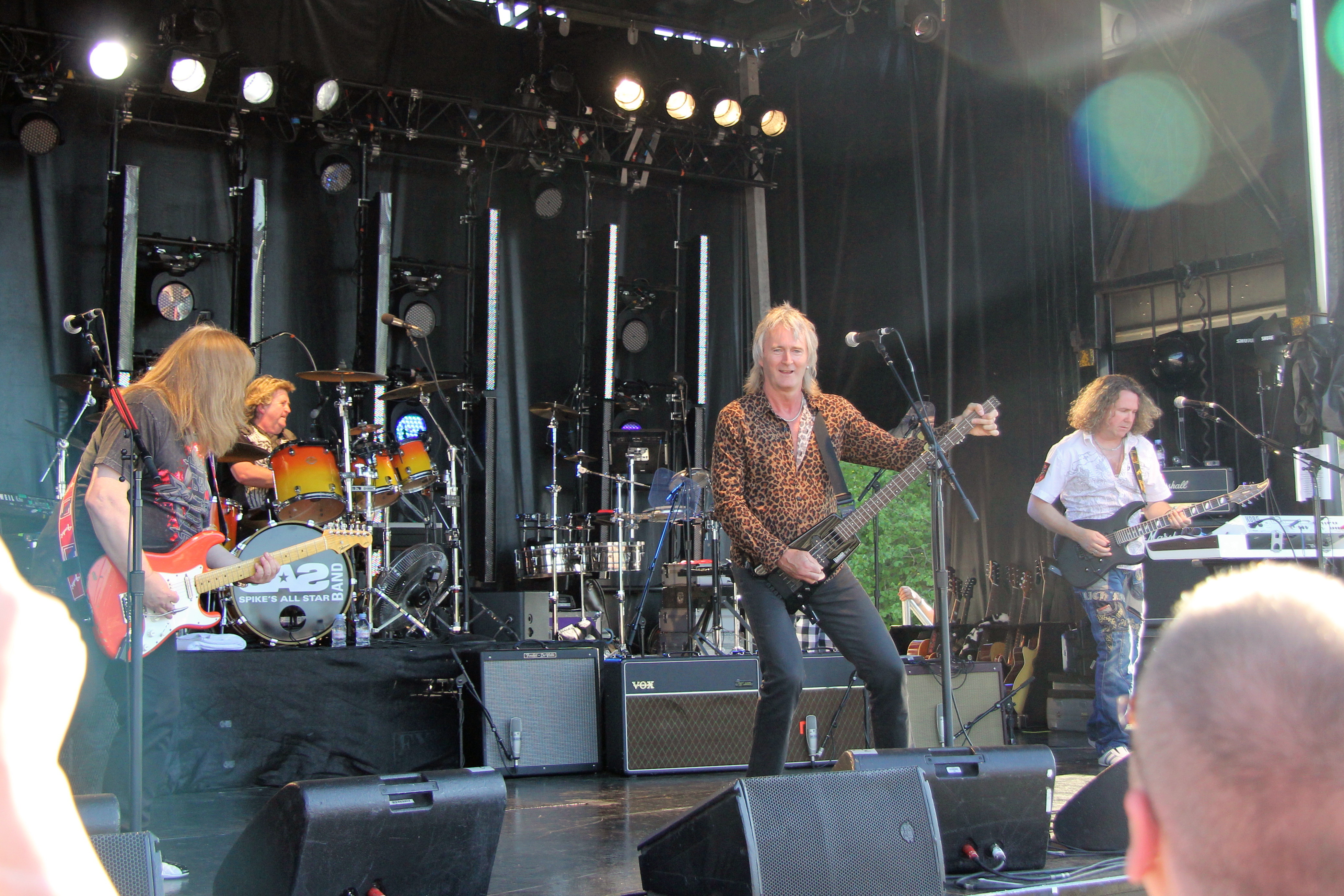
A Sweet 2012-ben

A Sweet (vagy  The Sweet) együttes 1968-ban alakult, a glam rock egyik legjelentősebb zenekara. Az együttes valamennyi tagja énekel, ami meghatározza a Sweet hangzásvilágát, vokáljait.

## Története
Kezdetben a Nicky Chinn – Mike Chapman szerzőpáros dalait adták elő, akik a kor más zenekarainak és szólistáinak (pl. Smokie, Suzi Quatro, Mud) is írtak jelentős dalokat. Leghíresebb korai dalok: Co-Co, Funny Funny, Poppa Joe, Ballroom Blitz, Blockbuster stb. 1974-ben jelent meg talán legsikeresebb nagylemezük, a Sweet Funny Adams. A lemezre többségében saját szerzemények kerültek, a Chinn–Chapman páros már csak két dalt jegyez. Ezután következik 1975-ben a Desolation Boulevard, rajta a korszak egyik meghatározó szerzeményével, a Fox on the Runnal. 1978-ban még egy nagy durranás, a Love Is Like Oxygen dal, amely szintén sokáig szerepel a slágerlistákon. Alkohol és egyéb problémák miatt nemsokára megváltak Brian Connolly énekestől, és három tag folytatta tovább. Connolly meghatározó éneke nélkül azonban már kevesebb sikert értek el, és így lezárult a zenekar „klasszikus” korszaka. 1997 februárjában meghalt Brian Connolly szívinfarktusban, 2002 februárjában pedig Mick Tucker dobos leukémiában. 2020 júniusában elment a csapat legendás alapítótagja és basszusgitárosa Steve Priest is.
Andy Scott gitáros folytatja a zenekar történetét, a mai napig koncertezik a zenekarával Andy Scott's Sweet néven, és játsszák az 1970-es évek mára klasszikussá vált dalait.

## Diszkográfia

### Albumok (1982-ig)
- 1970 Sweet and Middle of the road (one side only)
- 1971 Gimme Dat Ding (one side only) (EMI Cat.no. MFP 5248)
- 1971 Funny How Sweet Co-Co Can Be
- 1972 The Sweet's Biggest Hits (válogatás) # 58 Ausztrália
- 1972 Poppa Joe (válogatás), (RCA, Olaszország).
- 1973 The Sweet (1971–73 közötti kislemezekből készült válogatás, Egyesült Államok: The Sweet featuring Little Willy & Block Buster; RCA/Bell, 1976-ban újra megjelent)
- 1973 Lo Mejor De The Sweet (válogatás), (RCA, Spanyolország)
- 1974 Sweet Fanny Adams, #27 Anglia; # 33 Ausztrália
- 1974 Desolation Boulevard, # 13 Ausztrália; # 25 Egyesült Államok
- 1975 The Sweet Singles Album (válogatás), (RCA, Ausztrália &  Új-Zéland); # 2 Ausztrália
- 1975 Strung Up (dupla live & stúdióalbum), # 9 Ausztrália
- 1975 Rock Concert (live), 1975 (RCA, Hollandia)
- 1976 Give Us A Wink, # 27 Egyesült Államok; # 17 Ausztrália
- 1977 Off the Record, # 51 Ausztrália
- 1977 The Golden Greats (válogatás), (RCA/Capitol)
- 1978 Level Headed, # 52 Egyesült Államok; # 40 Ausztrália
- 1978 The Sweet (válogatás), (RCA/Camden)
- 1979 Cut Above The Rest, # 87 Ausztrália
- 1980 Water's Edge (amerikai cím: "Sweet VI")
- 1982 Identity Crisis

### Kislemezek
- 1971 Funny Funny – #13 Anglia – Egyesült Államok; #5 NSZK; #1 Hollandia; # 93 Ausztrália; # 2 Norvégia
- 1971 Co-Co – #2 Anglia; # 99 Egyesült Államok; # 1 NSZK; #3 Hollandia; # 42 Ausztrália; # 2 Norvégia
- 1971 Alexander Graham Bell – #33 Anglia; – Egyesült Államok; #24 NSZK; #38 Hollandia
- 1972 Poppa Joe – #11 Anglia; – Egyesült Államok; #3 NSZK; #1 Hollandia; # 70 Ausztrália; # 2 Norvégia
- 1972 Little Willy – #4 Anglia; #3 Egyesült Államok (1973-as kiadás); #1 NSZK; #7 Hollandia; # 65 Ausztrália; # 7 Norvégia
- 1972 Wig Wam Bam – #4 Anglia; – Egyesült Államok; #1 NSZK; #6 Hollandia; # 15 Ausztrália; # 6 Norvégia
- 1973 Block Buster – #1 Anglia; #73 Egyesült Államok; # 1 NSZK; #1 Hollandia; # 29 Ausztrália; # 3 Norvégia
- 1973 Hell Raiser – #2 Anglia; – Egyesült Államok; # 1 NSZK; #4 Hollandia; # 49 Ausztrália; # 5 Norvégia
- 1973 The Ballroom Blitz – #2 Anglia; #5 Egyesült Államok (1975-ös kiadás); #1 Ausztrália; # 1 NSZK; #4 Hollandia; # 2 Norvégia
- 1974 Teenage Rampage – #2 Anglia; – Egyesült Államok; # 1 NSZK; #11 Hollandia; # 10 Ausztrália; # 2 Norvégia
- 1974 The Six Teens – #9 Anglia; – Egyesült Államok; #4 NSZK; #7 Hollandia; # 48 Ausztrália; # 7 Norvégia
- 1974 Turn It Down – #41 Anglia; – Egyesült Államok; #4 NSZK; # 4 Norvégia
- 1974 Peppermint Twist / Rebel Rouser (Ausztráliában dupla „A” oldalas) – #1 Ausztrália
- 1975 Fox On The Run – #2 Anglia; #5 Egyesült Államok (1976-os kiadás); # 1 Ausztrália; # 1 NSZK; #2 Hollandia; # 2 Norvégia
- 1975 Action – #15 Anglia; #20 Egyesült Államok (1976-os kiadás); #2 NSZK; #6 Hollandia; # 4 Ausztrália; # 2 Norvégia
- 1976 The Lies In Your Eyes – #35 Anglia; – Egyesült Államok; #5 NSZK; #9 Hollandia; #14 Ausztrália; # 11 Norvégia
- 1976 4th Of July (Ausztrália)
- 1976 Lost Angels – #13 NSZK; # 74 Ausztrália
- 1977 Fever Of Love – #9 NSZK
- 1977 Funk It Up – #79 Egyesült Államok
- 1977 Stairway To The Stars – #15 NSZK
- 1978 Love Is Like Oxygen – #9 Anglia; #8 Egyesült Államok; #10 NSZK; #16 Hollandia; # 9 Ausztrália
- 1978 California Nights – #23 NSZK
- 1979 Call Me – #29 NSZK
- 1979 Big Apple Waltz
- 1980 Give The Lady Some Respect
- 1980 Sixties Man
- 1981 Love Is The Cure
- 1984 The Sixteens / Action
- 1984 It's… It's… The Sweet Mix – #45 Anglia
- 1985 Sweet 2th – The Wigwam Willy Mix – #85 Anglia

## Külső hivatkozások
- Magyar nyelven a Chinn–Chapman szerzőpárosról
- Angol nyelvű pályakép
- Angol nyelvű weboldal
- Angol nyelvű ismertető